# Турбокапитализм
Турбокапитали́зм (англ. turbo capitalism) — экономика нового типа, в которой все процессы происходят быстрее, главным образом за счёт глобализации и информатизации. На таком рынке большая доля торговли идёт в виртуальном пространстве, а капитал освобождается от государственных и национальных границ. Термин был впервые употреблён американским экономистом Эдвардом Люттваком.

## Описание
С одной стороны, турбокапитализм ускоряет экономические процессы и способствует росту благосостояния некоторых слоёв общества. Но в то же время, турбокапитализм приводит и к поляризации доходов. Немногие государства борются с проблемой бедности в достаточной мере, а меж тем происходит дематериализация реального сектора экономики, что в свою очередь ухудшает состояние среднего класса в плане рисков (существует возможность как выгодно вложить деньги, так и скатиться в нищету) и граждан с изначально низким уровнем дохода. Более того, в развивающихся странах такие условия позволяют богатым слоям подмять под себя всю экономику и национальные богатства, тем самым ухудшая жизнь остального населения.

## Интересные факты
По мнению финского профессора Ханну Итконена, официальный гимн Олимпиады 2012 (песня Survival в исполнении групп Muse) выражает дух турбокапитализма, а именно представление о том, что в жизни царствует «закон джунглей».